# Stanisław Wiejak
Stanisław Wiejak (ur. 1942, zm. 8 czerwca 2007 w Opolu) – polski chemik, specjalizujący się w chemii aminokwasów i peptydów oraz chemii organiczna; nauczyciel akademicki związany z Politechniką Opolską.

## Życiorys
Urodził się w 1942 roku. Ukończył studia na Wydziale Farmacji w Wyższej Szkole Medycznej w Lublinie. Następnie przeniósł się na Dolny Śląsk, gdzie kontynuował studia doktoranckie na Uniwersytecie Wrocławskim, uzyskując w 1976 roku stopień naukowy doktora nauk chemicznych. Następnie podjął pracę jako nauczyciel akademicki w Wyższej Szkole Inżynieryjnej w Opolu (od 1996 Politechnika Opolska). W latach 80. XX wieku aktywnie zaangażował się w regionalne struktury NSZZ „Solidarność”. Był członkiem Komisji Senackich te uczelni: Komitetu Redakcyjnego oraz Rady Bibliotecznej. Przez 7 lat pełnił funkcję kierownika Zakładu Chemii PO. Przyczynił się do przekształcenia Międzywydziałowego Instytutu Matematyki, Fizyki i Chemii PO w samodzielny Wydział Edukacji Technicznej i Informatycznej PO. Od 2006 roku zmagał się z chorobami przez co przeszedł na emeryturę. Za swoją działalność naukową, dydaktyczną i organizacyjną był wielokrotnie nagradzany, w tym m.in. Złotym Krzyżem Zasługi.